# Marsipiophora christophi
Marsipiophora christophi är en fjärilsart som beskrevs av Nicolas Grigorevich Erschoff 1874. Marsipiophora christophi ingår i släktet Marsipiophora och familjen nattflyn. Inga underarter finns listade i Catalogue of Life.